# Gryziel zachodni
Gryziel zachodni (Atypus affinis) – gatunek pająka z rodziny gryzielowatych. Jeden z trzech – obok gryziela stepowego i gryziela tapetnika – gatunków występujących w Polsce i będący pod ochroną prawną. Gatunek ten zamieszkuje wyłącznie Europę i małe obszary Afryki Północnej, spotykany w południowej Anglii, Danii, sporadycznie także w Rosji, Szwecji, Grecji, Gruzji, Hiszpanii, Holandii i Algierii. Pająki te mają czarne lub brązowe ubarwienie, a ich wielkość waha się w granicach od 7 do 15 mm, z czego osobniki męskie mierzą około 7–9 mm, podczas gdy osobniki żeńskie około 10–15 milimetrów. Ich wygląd zbliżony jest do gatunku gryziel tapetnik. Gryziel zachodni, tak jak inne pająki należące do infrarzędu ptaszników, posiada duże kły jadowe.